# ريساكا
ريساكا (بالإنجليزية: Resaca, Georgia)‏ هي مدينة تقع في مقاطعة غوردون، جورجيا بولاية جورجيا في الولايات المتحدة. تبلغ مساحة هذه المدينة 7.3 (كم²)، وترتفع عن سطح البحر 196 م، بلغ عدد سكانها 544 نسمة في عام 2010 حسب إحصاء مكتب تعداد الولايات المتحدة.

## وصلات خارجية
- Cities & Counties - Georgia.gov